# 河原村伝兵衛
河原村 伝兵衛（かわらむら でんべえ）は、戦国時代の武将。甲斐武田氏の重臣である山県氏の家臣。姓は川原とも。

## 略歴
武田信玄の重臣・山県昌景配下。
『甲陽軍鑑』巻十八では、三河国浪人であった伝兵衛が伊豆における合戦で活躍し、褒美として熨斗付きの腰物とともに信玄自ら三すくいの碁石金を与えられたという逸話が記されている。この逸話には年代が記されていないが、元亀元年（1570年）の伊豆国韮山城攻めである可能性が考えられている。

## 関連作品
風林火山（2007年、NHK大河ドラマ、演：有薗芳記）